# Tia Amélia
Amélia Brandão Nery, mais conhecida como Tia Amélia (Jaboatão dos Guararapes, 25 de maio de 1897 — Goiânia, 18 de outubro de 1983) foi uma pianista e compositora brasileira. Embora tenha iniciado sua carreira como pianista erudita, passou a dedicar-se sobretudo à música brasileira, particularmente ao choro, sendo muito comparada à sua predecessora Chiquinha Gonzaga. Em crônica denominada "A Bênção, Ti'Amélia", Vinicius de Moraes chega a afirmar que Tia Amélia é uma ressurreição de Chiquinha Gonzaga com bossas novas.

## Biografia
Amélia nasceu numa família de músicos. O pai era violonista, clarinetista, e regente da banda da cidade; enquanto a mãe tocava piano. Aos quatro anos, Amélia já tocava de ouvido o piano; aos seis iniciou as aulas de música e com doze anos compôs a valsa Gratidão. Seu desejo era ser artista, mas o pai e, posteriormente, o marido, tentaram impedir que seguisse essa carreira. Mesmo assim, Amélia fazia pesquisas sobre o folclore brasileiro, que serviram de tema para suas composições.
Casou-se aos dezessete anos, com um rico fazendeiro escolhido por seu pai. Deixou, assim, o engenho Jardim, em Moreno, e foi morar em Jaboatão, na fazenda do sogro, que faleceu dois anos após o matrimônio do filho. Depois de pouco tempo, o engenho atolado em dívidas teve que ser vendido, bem como a fazenda. Após a perda total dos bens, o marido de Amélia não resistiu, e morreu vitimado por um colapso, deixando-a viúva aos vinte e cinco anos, com quatro filhos para criar. Desesperada e sem recursos para sustentá-los, passou por muitas privações, tendo chegado ao ponto de vender o próprio piano para alimentar a família.
Uma vez, ao se apresentar em um recital de caridade, deixou entusiasmado, com sua interpretação, o governador de Pernambuco, que lhe concedeu apoio para empreender uma turnê de seis anos, durante a qual pôde se realizar como pianista internacional. 
Viajou ao Rio de Janeiro em 1929 para esclarecer uma questão de direitos autorais, a respeito da gravação de uma composição sua sem autorização na Odeon. Na então capital nacional, foi contratada para se apresentar em um concerto no antigo Teatro Lírico, obtendo grande êxito. Trabalhou em diversas emissoras de rádio, e chegou a tocar piano com Ernesto Nazareth. Na Odeon, além de ter ganhado seus direitos autorais, recebeu convite para gravação de um disco.
Em 1933, a convite do Itamaraty, Amélia fez uma digressão apresentando-se pelas Américas com sua filha, a cantora Silene de Andrade. Em Washington, Estados Unidos, chegou a jantar com o presidente Franklin Delano Roosevelt e esteve em contato com celebridades como Greta Garbo e Shirley Temple. Representava o Brasil como artista, a pedido do presidente Getúlio Vargas. Foi contratada por uma emissora de rádio da cidade de Schenectady, tendo trabalhado cinco meses sob o patrocínio da empresa General Electric. Posteriormente, trabalhou também em Nova York e Nova Orleans.
De volta ao Recife, após o sucesso no exterior, foi contratada como pianista pela Rádio Clube de Pernambuco e pelo Jornal do Comércio. A repercussão de suas apresentações levou-a a tocar nas rádios Mayrink Veiga, Sociedade e Clube do Brasil. Trabalhou na Rádio Nacional, no Clube da Chave e em outros clubes cariocas. Em São Paulo, atuou durante três meses nas TV Record, TV Tupi (onde fez um retrospecto da época áurea do choro brasileiro) e TV Paulista.
Em 1937, Amélia já ganhara o suficiente para ter uma vida abastada. Após o casamento de sua filha, apresentou-se apenas uma vez no Teatro Municipal de São Paulo, decidida a encerrar sua carreira e não mais tocar em público. Foi morar em Marília (SP) e, depois, em Goiânia (GO). Passava os dias escrevendo músicas e tocando piano, mesmo sem ouvintes.
Em 1954, entretanto, incentivada por Carmélia Alves e Ary Barroso, regressou ao meio artístico. Na época, já conhecida como Tia Amélia, apelido que lhe deu o cantor e compositor Roberto Carlos (que a homenageou com a canção "Minha Tia" de 1976), apresentou o programa Velhas Estampas, na TV Rio, onde tocava choros e contava histórias de sua juventude.
Fez sua última gravação em 1980, aos 83 anos, pelo selo Marcus Pereira Discos, para o LP "A Benção, Tia Amélia", em que interpretava 12 composições inéditas.
Tia Amélia foi entrevistada no programa : NOITE DO CHORO , da TV Cultura de São Paulo em 13 de maio de 1980 no qual ela tocou a sua valsa: "Maria Alice".
Tia Amélia foi o tema do programa "SUPERTÔNICA" que foi ao ar em 20 de abril de 2025 às 20 horas na RADIO CULTURA FM de São Paulo onde foi entrevistada pelo apresentador e músico Arrigo Barnabé, a jornalista e escritora Jeanne de Castro, autora da primeira biografia da Tia Amélia.
Tia Amélia faleceu aos 86 anos de idade, em 18 de outubro de 1983.

## Discografia
- Velhas Estampas (Odeon, 1959)
- Valência / Revoltado (Odeon, 1959)
- As Músicas da Vovó no Piano da Titia (Odeon, 1960)
- Cuíca no Choro / Bom dia (Radamés Gnattali, RCA Victor, 1960)
- A Benção, Tia Amélia (Marcus Pereira, 1980, relançado em CD em 1985)
- Composições da Tia Amélia foram passadas para a pauta musical pelo pianista e compositor Hércules Gomes, o qual gravou muitas dessas composições  em arranjos , além de dispô-las gratuitamente em seu site: www.herculesgomes.com.br